# Zastupitelstvo obce

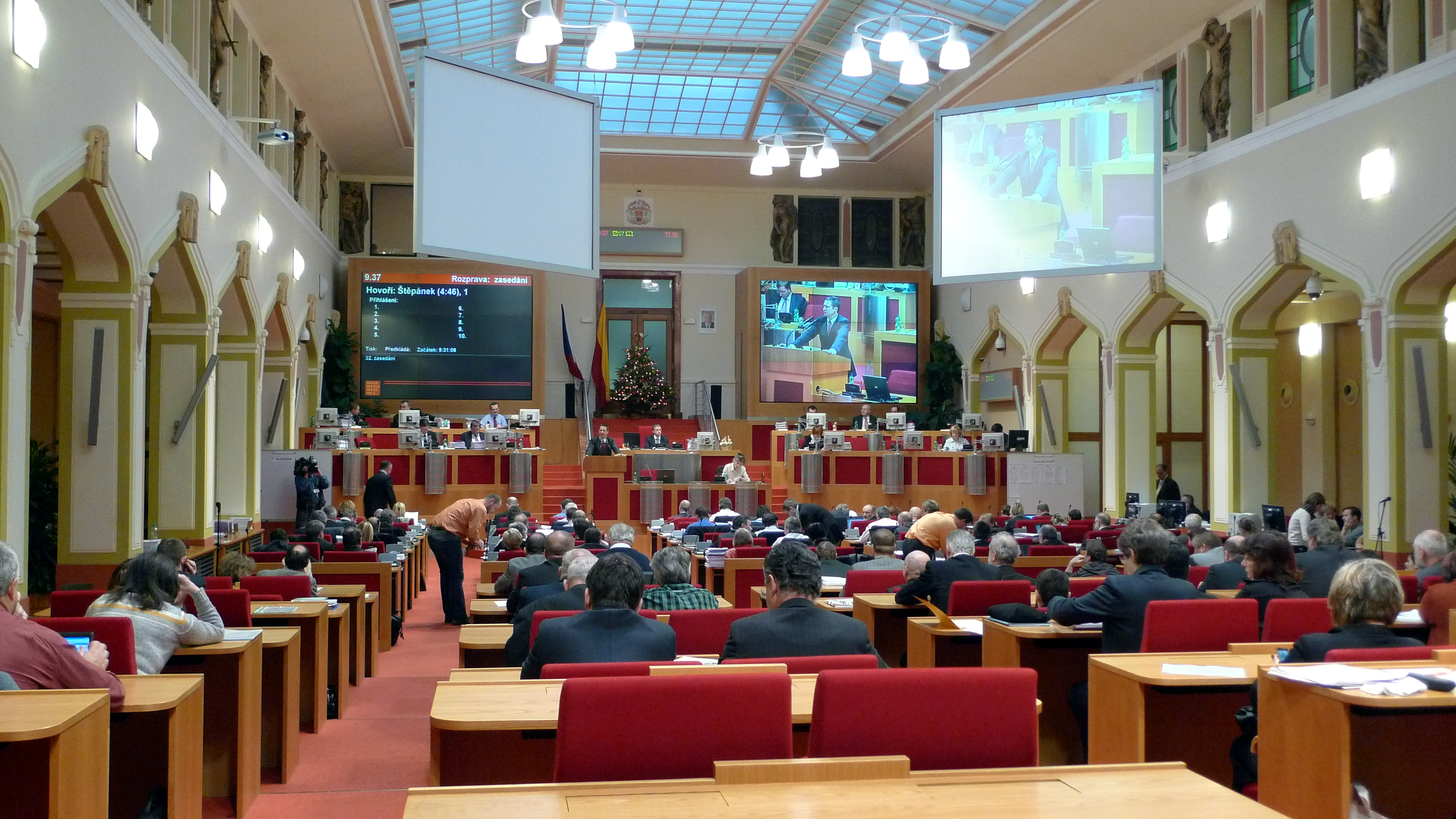
Zasedací sál Zastupitelstva hl. m. Prahy v roce 2010

Zastupitelstvo obce je základní orgán obce, který ji samostatně spravuje. Všechny ostatní orgány obce jsou od zastupitelstva odvozeny (např. volí starostu obce a další členy obecní rady).  Zastupitelstvo obce především odpovídá za dodržování plánu rozvoje obce a za hospodaření s obecním majetkem.

## V Česku
Zastupitelstvo je voleno v obecných, rovných, přímých a tajných volbách na principu poměrného zastoupení na čtyřleté funkční období. Člen zastupitelstva obce nabývá mandátu zvolením, práv a povinností pak po složení slibu na první schůzi zastupitelstva. Počet členů zastupitelstva (na rozdíl od členů obecní rady nemusí být počet zastupitelů lichý) je určen podle velikosti obce, respektive podle počtu obyvatel dané obce, a rozhodnutí zastupitelstva dle následujícího klíče:
| počet obyvatel        | počet členů |
| --------------------- | ----------- |
| do 500                | 5 až 15     |
| nad 500 do 3 000      | 7 až 15     |
| nad 3 000 do 10 000   | 11 až 25    |
| nad 10 000 do 50 000  | 15 až 35    |
| nad 50 000 do 150 000 | 25 až 45    |
| nad 150 000           | 35 až 55    |

Zastupitelstvo obce se schází dle potřeby, nejméně však jednou za 3 měsíce. Svolává je starosta obce, který také řídí zasedání. Ta jsou, na rozdíl od rady obce, veřejná. Pro schválení usnesení je potřeba nadpoloviční většiny všech členů zastupitelstva. Zastupitelstvo obce může jako své pomocné orgány zřídit výbory, přičemž vždy povinně zřizuje dva – finanční a kontrolní. Navíc v případě, že v dané obci žije více než 10 % obyvatel jiné národností než české, i výbor pro národnostní menšiny.
Obecní samospráva rozhoduje např. o opravě chodníků, otevření mateřské školy, má možnost poskytnout nízký pronájem obecních prostor a tím umožní např. zavedení soukromé lékařské ordinace v obci, zajišťuje osvětlení, dopravu do dalších obcí, zřizuje hřiště, autobusové zastávky, podporuje kulturní život v obci tím, že spolupracuje se spolky, pořádá výstavy či plesy.

#### Praha
Zastupitelstvo hlavního města Prahy má jak funkci zastupitelstva obce (a např. volby se konají v termínu pro obecní volby), tak funkci zastupitelstva kraje (mj. primátor zastupuje město v Asociaci krajů ČR). Pro Prahu neplatí zákon o obcích ani zákon o krajích, město se řídí samostatným zákonem o hl. m. Praze (131/2000 Sb.). Zastupitelstvo hlavního města Prahy má 65 členů, zastupitelstva městských částí Praha 1 – Praha 22 mají dohromady 696 volených zastupitelů (průměrně 31,6 na městskou část), 35 malých městských částí má dalších 425 zastupitelů (průměrně 12,1 na městskou část). Celkem je za hlavní město Prahu a městské části voleno 1 186 zastupitelů.

### Práva člena zastupitelstva obce
- hlasovat
- předkládat návrhy
- vznášet dotazy a připomínky

Aby mohli být kandidáti za členy zastupitelstva obce zvoleni, musí splňovat podmínku volitelnosti, tedy musí nejpozději druhý den voleb dosáhnout věku 18 let, nejpozději v den voleb musí získat trvalý pobyt v obci, ve které do zastupitelstva obce kandidují a v neposlední řadě se musí jednat o státní občany České republiky, případně o státní občany jiného státu, jimž právo volit přiznává mezinárodní úmluva, kterou je Česká republika vázána, a která byla vyhlášena ve Sbírce mezinárodních smluv (státní občané členských zemí Evropské unie).

### Pravomoci zastupitelstva obce
Zastupitelstvo obce rozhoduje ve věcech patřících do samostatné působnosti obce, tj. v záležitostech, které jsou v zájmu obce a občanů obce, pokud nejsou zákonem svěřeny krajům. Nejde tedy o záležitosti v přenesené působnosti obcí nebo o věci spadající do působnosti jiných správních úřadů.
Zastupitelstvu obce je vyhrazeno:
- schvalovat program rozvoje obce
- schvalovat rozpočet obce a závěrečný účet obce
- zřizovat trvalé a dočasné peněžní fondy obce
- zřizovat a rušit příspěvkové organizace a organizační složky obce, schvalovat jejich zřizovací listiny
- rozhodovat o založení nebo rušení právnických osob, schvalovat jejich zakladatelské listiny, společenské smlouvy, zakládací smlouvy a stanovy a rozhodovat o účasti v již založených právnických osobách
- delegovat zástupce obce na valnou hromadu obchodních společností, v nichž má obec majetkovou účast
- navrhovat zástupce obce do ostatních orgánů obchodních společností, v nichž má obec majetkovou účast, a navrhovat jejich odvolání
- vydávat obecně závazné vyhlášky obce
- rozhodovat o vyhlášení místního referenda
- navrhovat změny katastrálních území uvnitř obce, schvalovat dohody o změně hranic obce a o slučování obcí
- určovat funkce, pro které budou členové zastupitelstva obce uvolněni
- zřizovat a rušit výbory, volit jejich předsedy a další členy a odvolávat je z funkce
- volit z řad členů zastupitelstva obce starostu, místostarosty a další členy rady obce (radní) a odvolávat je z funkce, stanovit počet členů rady obce, jakož i počet dlouhodobě uvolněných členů tohoto zastupitelstva, zřizovat a zrušovat výbory, volit jejich předsedy a další členy a odvolávat je z funkce
- stanovit výši odměn neuvolněným členům zastupitelstva obce
- zřídit a zrušit obecní policii
- rozhodovat o spolupráci obce s jinými obcemi a o formě této spolupráce
- rozhodovat o zřízení a názvech částí obce, o názvech ulic a dalších veřejných prostranství
- udělovat a odnímat čestné občanství obce a ceny obce
- stanovit zásady pro poskytování cestovních náhrad členům zastupitelstva obce
- rozhodovat o peněžitých plněních poskytovaných fyzickým osobám, které nejsou členy zastupitelstva obce, za výkon funkce členů výborů
- rozhodovat o zřízení, sloučení, splynutí, rozdělení a zrušení veřejného neziskového ústavního zdravotnického zařízení, navrhovat zástupce do jeho dozorčí rady a rozhodovat o převodu vlastnického práva k majetku, s nímž hospodaří veřejné neziskové ústavní zdravotnické zařízení nebo o jeho pronájmu v případech, kdy to stanoví zvláštní právní předpis
- plnit další úkoly stanovené zvláštním právním předpisem